# 中国2010年上海世界博览会闭幕式
中國2010年上海世界博覽會閉幕式是中國2010年上海世界博覽會的閉幕活動，於2010年10月31日20:10舉行。

## 節目流程
闭幕式：
- 中华人民共和国国家领导人及国际贵宾入场
- 中共上海市委書記俞正声宣布世博会闭幕式开始
- 中华人民共和国国务院副总理王岐山致辞
- 国际展览局主席蓝峰致辞
- 国际展览局旗帜交接
- 降国际展览局旗，奏国际展览局曲
- 中华人民共和国国务院总理温家宝宣布中国2010年上海世博会闭幕

文艺表演：
- 《致世博》
- 《欢乐颂》
- 短片：心的接力
- 《多情的土地》(主唱：韩红)
- 《爱你一万年》(主唱：刘德华)
- 短片：外国工作人员
- 《红河谷》
- 《玫瑰人生》
- 《红莓花儿开》
- 《也许》
- 《微风吹起来》
- 《茉莉花》
- 《星空下告别》(主唱：廖昌永、韦唯)
- 《为明天》(主唱：解小东、汤灿、古巨基、张韶涵)

## 媒体直播
- 中国中央电视台综合频道、中文国际频道、英语新闻频道、新闻频道
- 中央人民广播电台：中国之声、音乐之声、中华之声、神州之声、华夏之声
- 上海廣播電視台：東方衛視、新闻综合频道、上海外语频道